# Генрі Модслі (механік)
Генрі Модслі (англ. Henry Maudslay; 22 серпня 1771, Вулвіч (Лондон), Південний Лондон, Велика Британія — 14 лютого 1831, Ламбет, Велика Британія) — британський коваль та механік, розробник верстатів та інструментів. Вважається творцем токарно-гвинторізного верстата.

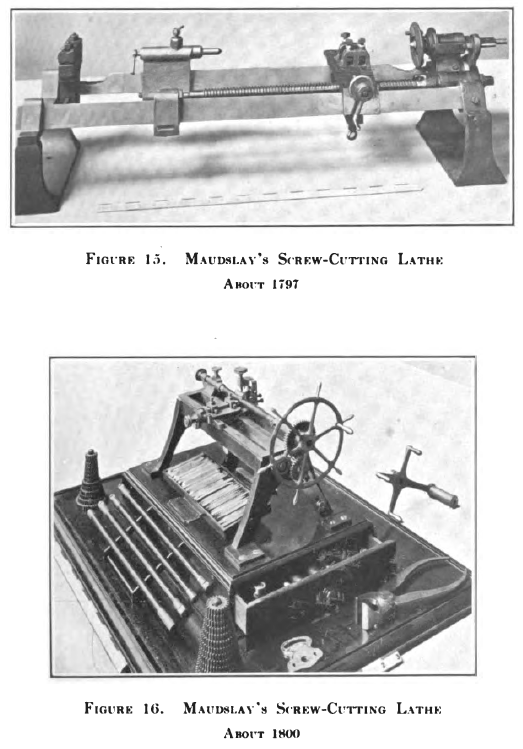
Моделі верстатів Модслі

Почав працювати у 12 років в майстернях Вуліджського арсеналу. У 1797 побудував токарно-гвинторізний верстат з супортом (механізованим на основі гвинтової пари) і набором зубчастих коліс, що дозволило механізувати виробництво гвинтів і гайок.
Стандартизував процес виготовлення різьблення й випустив набори мітчиків і плашок, таким чином, будь-який болт відповідного розміру підходив до будь-якої гайки того ж розміру. До цього болти вирубувались вручну і гайки підганялись під конкретні болти. Розробка стала великим кроком вперед у технічному прогресі й виробництві обладнання.
Винайшов мікрометр.
У 1810 заснував великий машинобудівний завод. У 1815 створив верстатну лінію з виробництва канатних корабельних блоків.
Застудився в ході поїздки до Франції і невдовзі помер.